# Навозники-землерои
Навозники-землерои, или навозники (лат. Geotrupidae) — семейство жуков, в некоторых источниках — собирательное название нескольких подсемейств жуков семейства пластинчатоусых. Большинство видов относятся к подсемейству Bolboceratinae (примерно 500 видов).

## Этимология названия
Научное название семейства «Geotrupidae» происходит от греческого geos — земля и trypetes — бурильщик, или копальщик — «жуки-землекопы».

## Описание
Длина от 3 до 70 мм. Тело овальное или круглое, желтоватого, коричневого, жёлто-коричневого, красно-коричневого, фиолетового, коричневого или чёрного цвета (с металлическим отливом или без него). Усики 11-сегментные с трёхсегментной булавой; все сегменты опушённые.

### Личинка
Личинки сходны с личинками других пластинчатоусых: C-образные, толстые, белого или желтоватого цвета. Головная капсула сильно склеротизирована, коричневого или тёмно-коричневого цвета. Усики трёхсегментные. Лобный шов отсутствует (у Geotrupinae и Bolboceratinae) или присутствует (у Taurocerastinae).

## Распространение
В природе насчитывается свыше 600 видов навозников из 68 родов, в фауне России встречаются 20 видов из 11 родов. В неоарктической зоне распространены 55 видов и 11 родов. В ископаемом состоянии известны с нижнего мела.

## Экология и местообитания
Навозники полезны как «санитары» и почвообразователи. Некоторые виды являются промежуточными хозяевами гельминтов. Они проводят большую часть жизни в своих норах (глубиной примерно метр или более), расположенных под падалью или помётом животных.
Питание жуков довольно разнообразно: от детритофагов до копрофагов и грибоядных, — однако некоторые жуки не питаются вообще. Имаго ведут скрытный образ жизни, большинство из них живут в своих норах. Взрослые жуки не заботятся о своих личинках, они лишь оставляют будущему потомству еду в норке и покидают её. Состоящие в родстве особи одного вида, относящиеся к разным поколениям, могут сосуществовать в одном жилище. Например, в одной норке нередко одновременно находятся яйца, личинки, куколки и взрослые жуки Bolboceras.

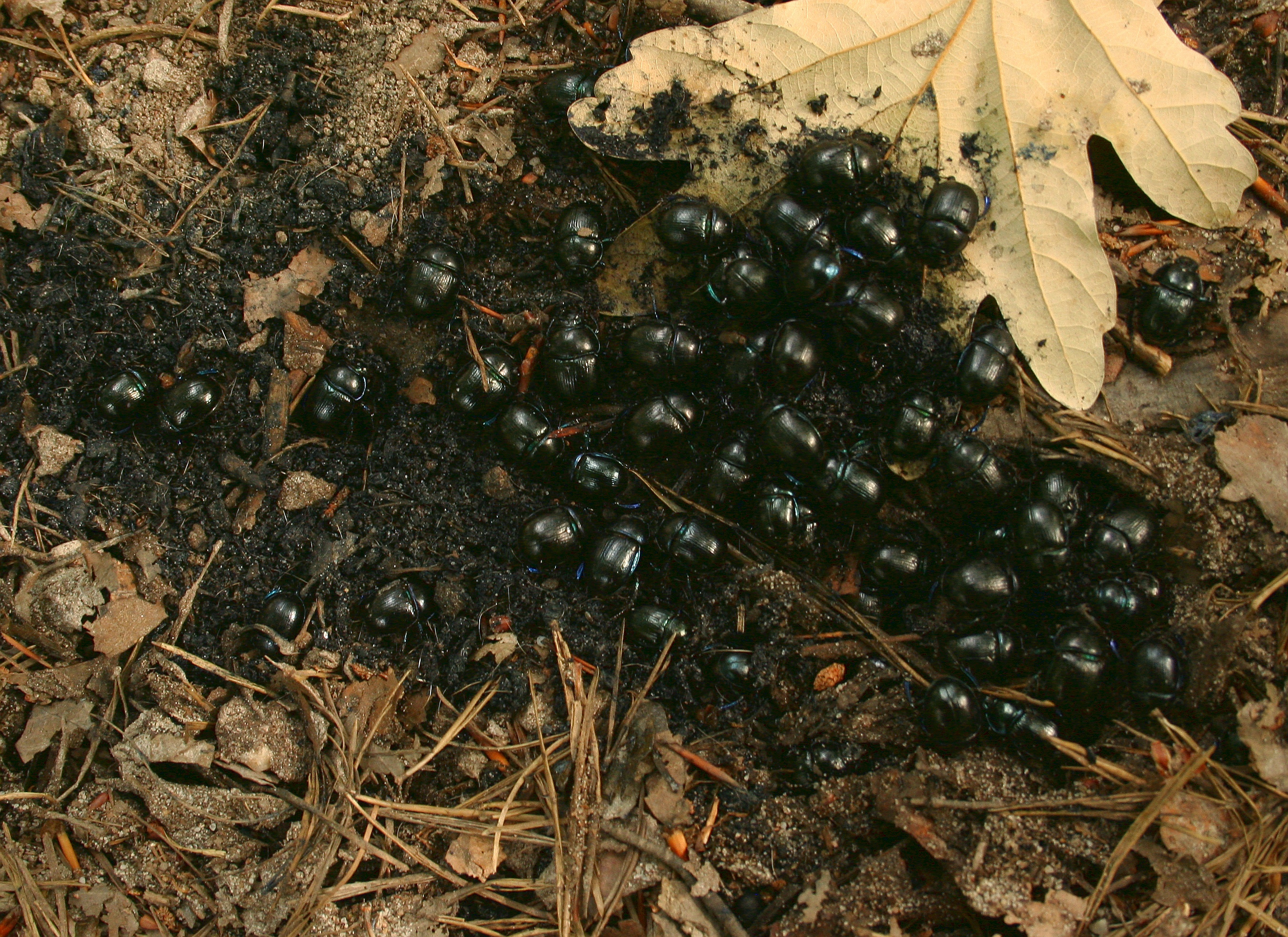
Скопление Geotrupes stercorarius

История развития у разных видов протекает по-разному. Взрослые жуки зарываются в вертикальные норки, которые в глубину могут быть от 15 до 200 см, а также делают личиночные ячейки под покровом листвы, коровьим навозом, лошадиным помётом или человеческим калом. Норки нескольких видов могут быть глубиной до трёх метров. В некоторых местах есть виды, которые живут полуколониями. Большинство навозников — ночные жители; зачастую их влечёт свет ламп или прожекторов. Также есть виды, которые умеют скрипеть, например обыкновенный в лесах на территории РФ жук-навозник (Geotrupes stercorarius), который в случае тревоги или опасности начинает скрипеть.

### Питание
Личинки питаются падалью или помётом животных. Взрослые жуки предпочитают грибы или помёт животных, но бывают виды, которые не питаются вовсе.

## Внедрение навозников в Австралию
По инициативе Дьёрдя Борнемиссы для утилизации навоза, покрывавшего поля Австралии (из-за него плохо росла трава и развелись в огромном количестве мухи), было с 1968 по 1984 годы разбросано по австралийской земле более 1,7 млн навозников разных видов, что привело к уменьшению площади навозного покрова на пастбищах.

## Систематика
Ведутся споры о систематике этого семейства. Разнообразие в строении личинок и имаго приводит к разным мнениям в рассмотрении классификации, эволюции и монофилии этой группы жуков и отдельных родов, находящихся в ней. Есть основание полагать, что группа имеет две чётко отличающиеся ветви: Bolboceratinae и Athyreinae, хотя Athyreinae внесено как триба в подсемейство Bolboceratinae, а также Geotrupinae, Taurocerastinae, и Lethrinae могут считаться трибами в подсемействе Geotrupinae. Шольц и Браун в 1996 году (Scholtz & Browne, 1996) подсемейство Bolboceratinae повысили до ранга семейства Bolboceratidae. Семейство навозников также может рассматриваться как подсемейство в семействе пластинчатоусых (Scarabaeidae).

### Классификация
- Семейство: Geotrupidae[8]
  - Подсемейство: Bolboceratinae Mulsant, 1842
    - Триба: Athyreini Howden & Martinez, 1963
      - Род: Athyreus MacLeay, 1819
      - Род: Neoathyreus Howden & Martínez, 1963
      - Род: Parathyreus Howden & Martinez, 1963
      - Род: Pseudoathyreus Howden & Martinez, 1963

    - Триба: Bolboceratini Mulsant, 1842
      - Род: Australobolbus Howden & Cooper, 1977
      - Род: Blackbolbus Howden & Cooper, 1977
      - Род: Blackburnium Boucomont, 1911
      - Род: Bolbaffer Vulcano, Martinez & Pereira, 1969
      - Род: Bolbaffroides Nikolaev, 1979
      - Род: Bolbapium Boucomont, 1911
      - Род: Bolbelasmus Boucomont, 1911
      - Род: Bolbobaineus Howden & Cooper, 1977
      - Род: Bolbocaffer Vulcano, Martinez & Pereira, 1969
      - Род: Bolboceras Kirby, 1819
      - Род: Bolbocerastes Cartwright, 1953
      - Род: Bolboceratex Krikken, 1984
      - Род: Bolboceratops Krikken, 1978
      - Род: Bolbocerodema Nikolaev, 1973
      - Род: Bolboceroides Vulcano, Martinez & Pereira, 1969
      - Род: Bolbocerosoma Schaeffer, 1906
      - Род: Bolbochromus Boucomont, 1909
      - Род: Bolbogonium Boucomont, 1911
      - Род: Bolbohamatum Krikken, 1980
      - Род: Bolboleaus Howden & Cooper, 1977
      - Род: Bolborhachium Boucomont, 1911
      - Род: Bolborhinum Boucomont, 1911
      - Род: Bolborhombus Cartwright, 1953
      - Род: Bolbothyreus Howden, 1973
      - Род: Bolbotrypes Olsoufieff, 1907
      - Род: Bradycinetulus Cockerell, 1906
      - Род: Elephastomus W.S. Macleay, 1819
      - Род: Eubolbitus Reitter, 1892
      - Род: Eucanthus Westwood, 1848
      - Род: Gilletinus Boucomont, 1932
      - Род: Halffterobolbus Martinez, 1976
      - Род: Meridiobolbus Krikken, 1984
      - Род: Mimobolbus Vulcano, Martinez & Pereira, 1969
      - Род: Namibiobolbus Krikken, 1984
      - Род: Namibiotrupes Krikken, 1977
      - Род: Pereirabolbus Martínez, 1976
      - Род: Prototrupes Krikken, 1977
      - Род: Socotrabolbus Cambefort, 1998
      - Род: Somalobolbus Carpaneto, Mignani & Piattella, 1992
      - Род: Stenaspidius Westwood, 1848
      - Род: Zefevazia Martínez, 1954

  - Подсемейство: Geotrupinae Latreille, 1802
    - Триба: Ceratotrupini Zunino, 1984
      - Род: Ceratotrupes Jekel, 1865
      - Род: Chelotrupes Jekel, 1866
      - Род: Typhaeus Leach, 1815

    - Триба: Cretogeotrupini Nikolajev, 1996
      - Род: Cretogeotrupes Nikolajev, 1992

    - Триба: Geotrupini Latreille 1802
      - Род: Allotrypes François, 1904
      - Род: Anoplotrupes Jekel, 1865
      - Род: Baraudia Lopez-Colon, 1996
      - Род: Ceratophyus Fischer von Waldheim, 1823
      - Род: Cnemotrupes Jekel, 1866
      - Род: Enoplotrupes Lucas, 1869
      - Род: Geohowdenius Zunino, 1984
      - Род: Geotrupes Latreille, 1796 — Навозники-землерои (род)
      - Род: Halffterius Zunino, 1984
      - Род: Haplogeotrupes Nikolaev, 1979
      - Род: Jekelius Lopez-Colon, 1989
      - Род: Megatrupes Zunino, 1984
      - Род: Mycotrupes LeConte, 1866
      - Род: Odontotrypes Fairmaire, 1887
      - Род: Onthotrupes Howden, 1964
      - Род: Peltotrupes Blanchard, 1888
      - Род: Phelotrupes Jekel, 1866
      - Род: Sericotrupes Zunino, 1984
      - Род: Silphotrupes Jekel, 1866
      - Род: Sinogeotrupes Bovo & Zunino, 1983
      - Род: Thorectes Mulsant, 1842
      - Род: Trypocopris Motschulsky, 1859
      - Род: Zuninoeus López-Colón, 1989

  - Подсемейство: Lethrinae Mulsant & Rey, 1871
    - Род: Lethrus Scopoli, 1777 — Кравчики

  - Подсемейство: Taurocerastinae
    - Род: Frickius Germain, 1897
    - Род: Taurocerastes Philippi, 1866

## Галерея

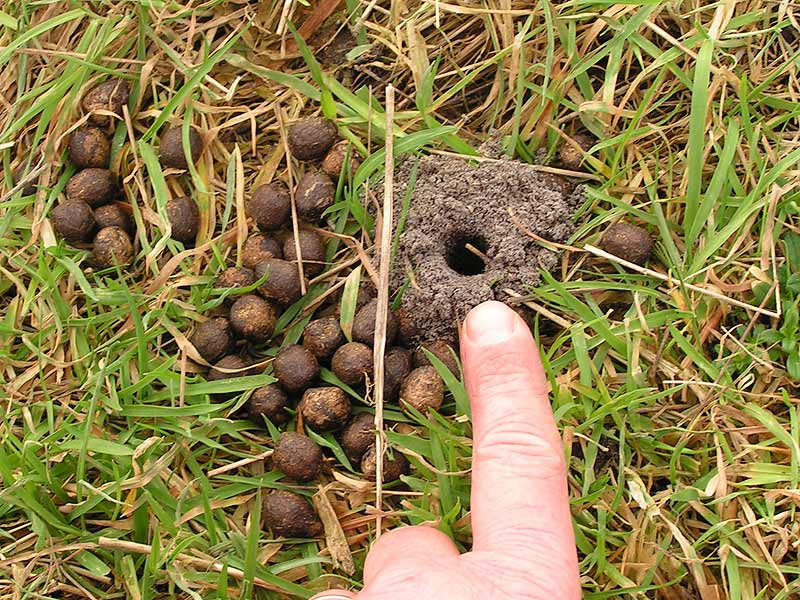
Норка навозника (Typhaeus typhoeus)
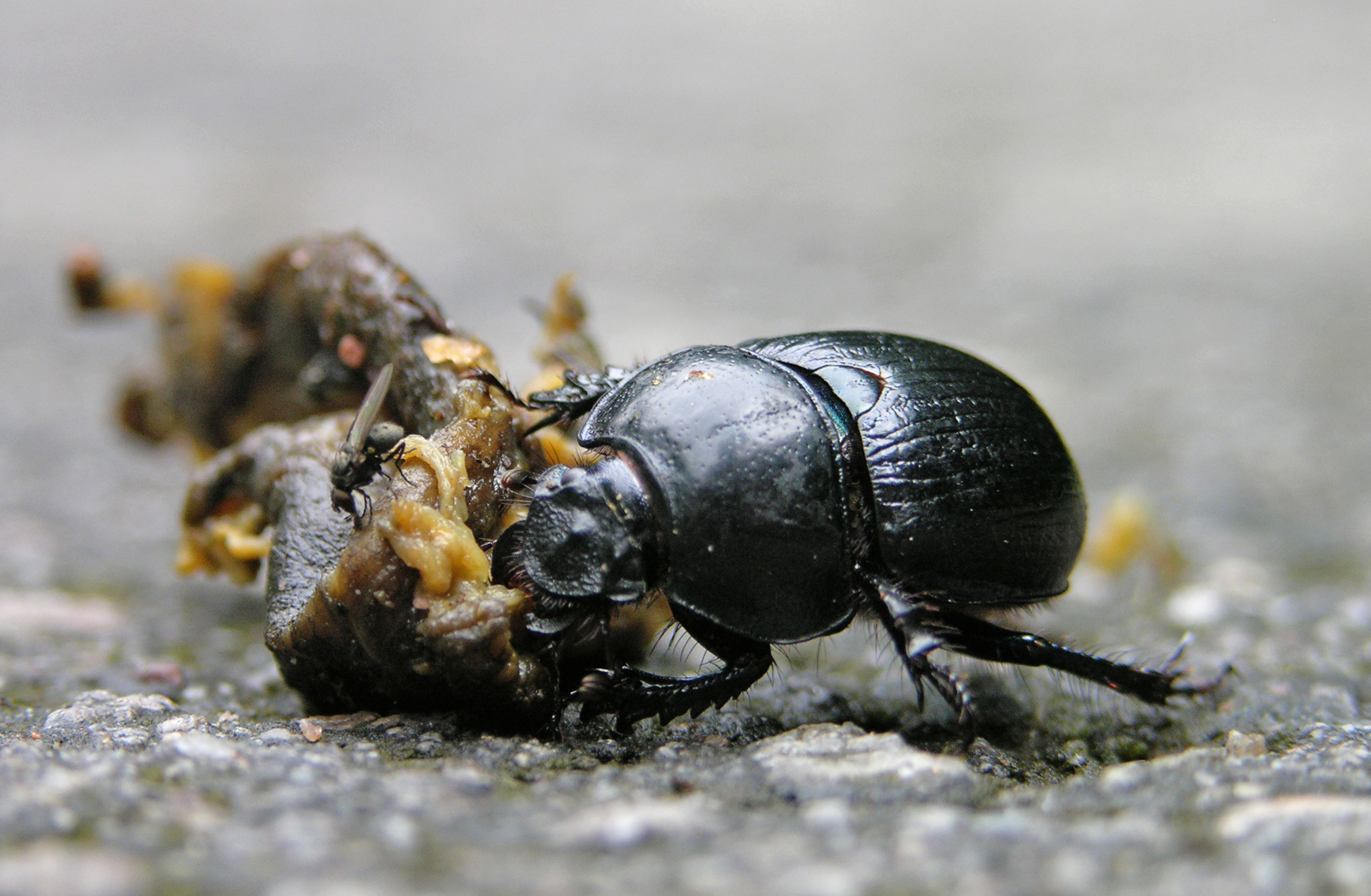
Навозник тащит мёртвого слизняка
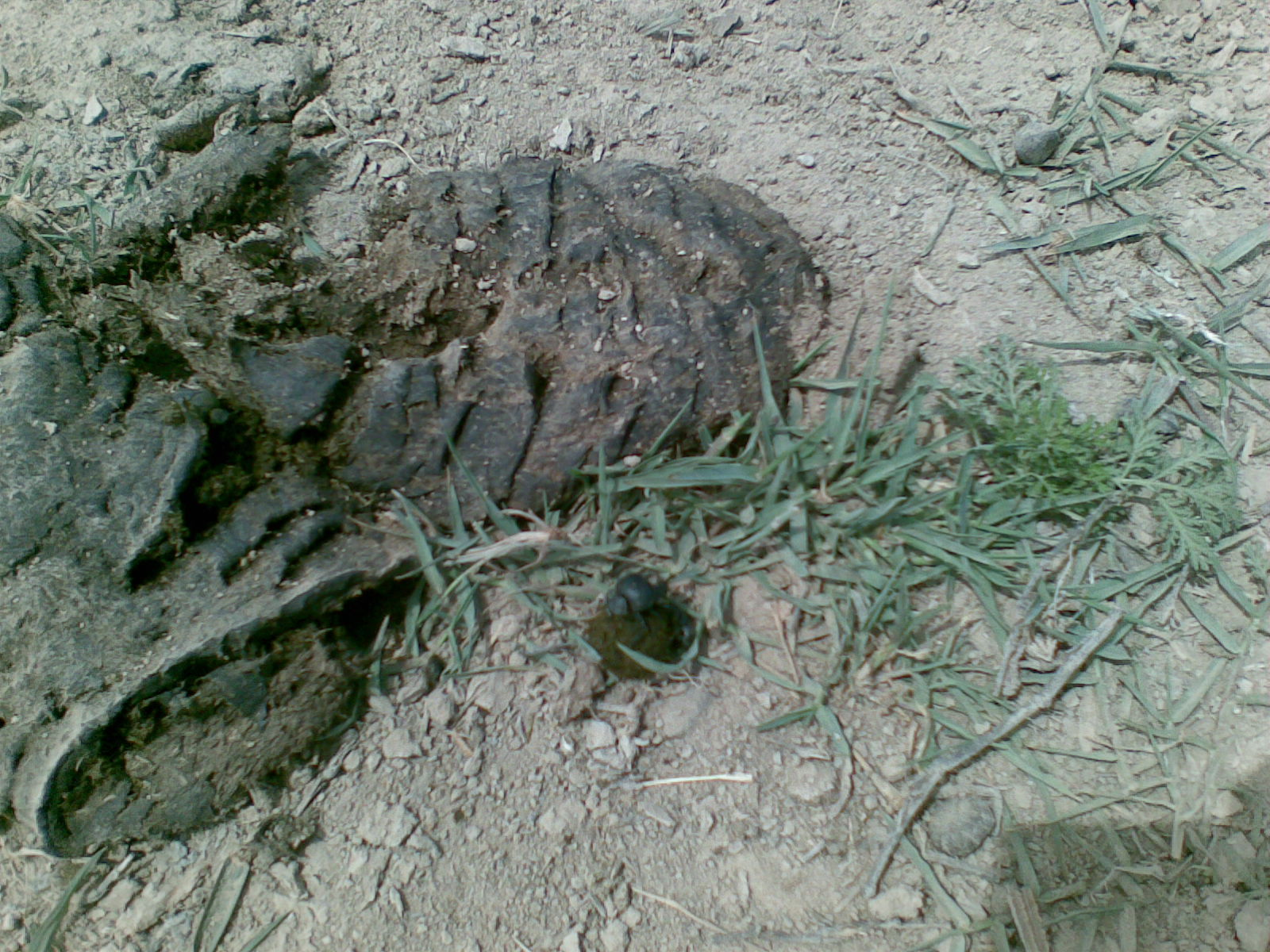
Навозник тащит навозный шарик для самки